# Přílepy (Boêmia Central)
Přílepy é uma comuna checa localizada na região da Boêmia Central, distrito de Rakovník.